# Zell Am See Challenger
Lo Zell Am See Challenger è stato un torneo professionistico di tennis giocato su campi in terra rossa. Faceva parte dell'ATP Challenger Series. Si giocava annualmente a Zell Am See in Austria.

## Albo d'oro

### Singolare
| Anno | Campione       | Finalista         | Punteggio          |
| ---- | -------------- | ----------------- | ------------------ |
| 1979 | Carlos Kirmayr | José Luis Damiani | 6–7, 6–3, 6–4, 6–2 |
| 1980 | PeterMcNamara  | Chris Lewis       | 6–4, 6–1, 7–5      |
| 1981 | Fernando Luna  | Jiří Hřebec       | 6–4, 6–2           |

### Doppio
| Anno | Campioni                       | Finalisti                     | Punteggio          |
| ---- | ------------------------------ | ----------------------------- | ------------------ |
| 1979 | Paul Kronk Peter McNamara      | David Carter Billy Martin     | 2–6, 6–0, 6–3      |
| 1980 | Jiří Hřebec Pavel Hutka        | Wayne Pascoe DaveSiegler      | 3–6, 7–5, 7–6, 6–2 |
| 1981 | Ricardo Acuña Ramiro Benavides | Wayne Hampson Chris Johnstone | 6–7, 7–6, 7–6, 7–5 |